# Alchemilla carinthiaca
Alchemilla carinthiaca é uma espécie de rosácea do gênero Alchemilla, pertencente à família Rosaceae.